# نيل جونز (مؤلف)
نيل جونز (بالإنجليزية: Neil R. Jones) (و. 1909 – 1988 م) هو مؤلف، وكاتب، وكاتب خيال علمي، وروائي أمريكي، توفي عن عمر يناهز 79 عاماً.